# Гаде, Аксель
Аксель Вильгельм Гаде (дат. Axel Wilhelm Gade; 28 мая 1860 — 9 ноября 1921) — датский скрипач, композитор и музыкальный педагог. Сын Нильса Гаде, внук И. П. Э. Хартмана, дядя Руда Ланггора.
Окончил Копенгагенскую консерваторию (1881) по классу Вальдемара Тофте, затем совершенствовал своё мастерство в Берлине под руководством Йозефа Иоахима, там же изучал контрапункт у Фридриха Киля. С 1884 г. — скрипач Королевской капеллы, с 1910 г. — её концертмейстер.
Автор двух скрипичных концертов (1889, 1899), опер «Венецианская ночь» (дат. Venezias Nat; 1919, по мотивам Хольгера Драхмана) и «Лизетта» (1921), камерных, хоровых и вокальных сочинений.
С 1885 г. преподавал скрипку в Копенгагенской консерватории; среди его учеников, в частности, Генри Хольст.
Рыцарь Ордена Даннеброг (1918).